# Acid Violet 6
C.I. Acid Violet 6 ist eine chemische Verbindung aus der Gruppe der Monoazofarbstoffe und der anwendungstechnischen Gruppe der Säurefarbstoffe. Es handelt sich um einen Chromotropfarbstoff mit dem Wolle violettrot gefärbt werden kann.

## Geschichte
Die Herstellung des Farbstoffs wurde 1890 durch die Farbwerke vorm. Meister, Lucius & Brüning in Höchst a. M. patentiert. Wie bei den weiteren in den Patenten erwähnten Farbstoffen auf der Basis von Chromotropsäure wird die Anwendung im Wolldruck hervorgehoben.

## Herstellung
Acid Violet 6 wird durch Diazotierung von 4-Aminoacetanilid und Kupplung des Diazoniumsalzes auf Chromotropsäure synthetisiert.